# Stoke Ferry
Stoke Ferry is een civil parish in het bestuurlijke gebied King's Lynn en West Norfolk, in het Engelse graafschap Norfolk met 1020 inwoners.